# Birklinger Straße 4 (Castell)

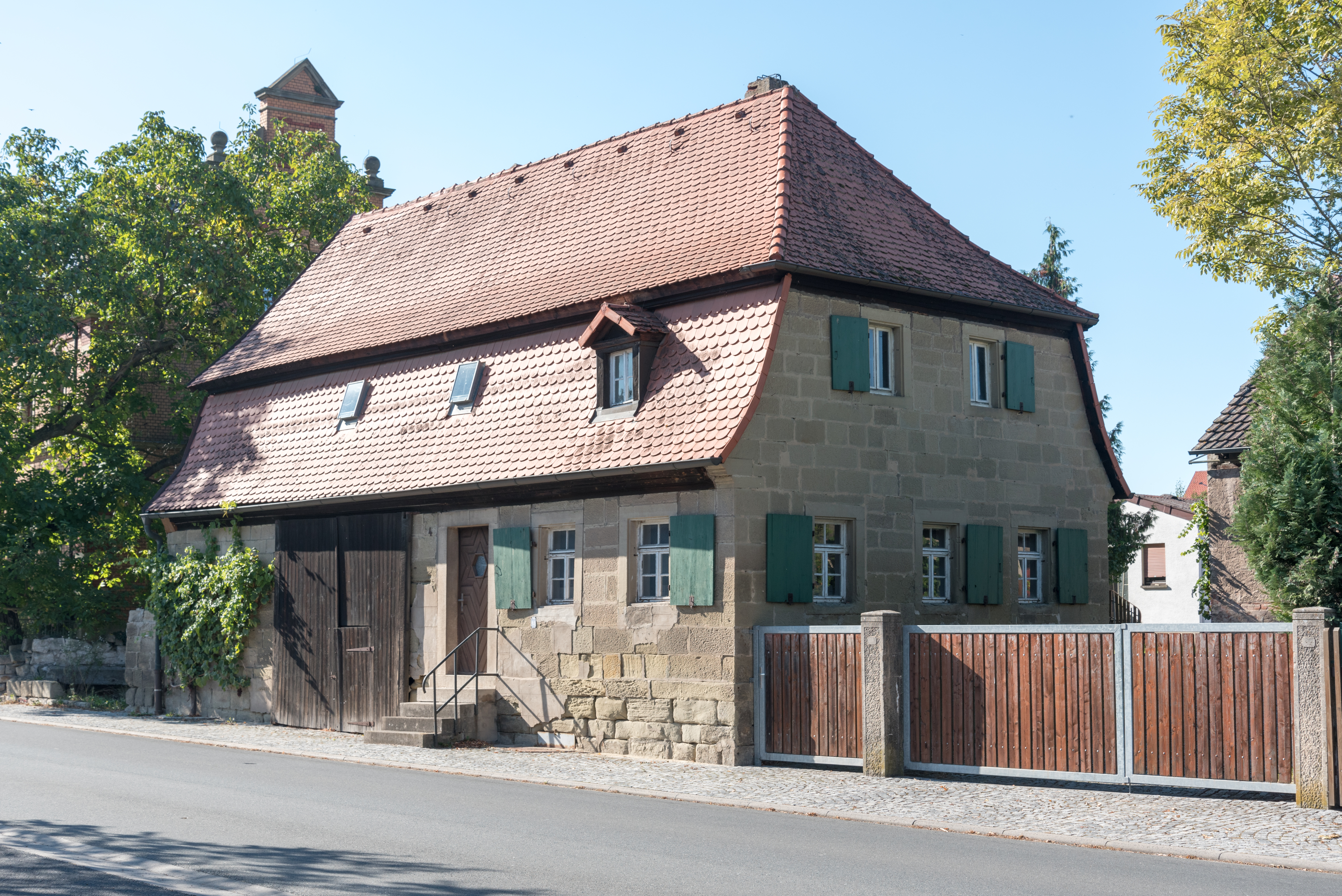
Haus Birklinger Straße 4

Das Haus Birklinger Straße 4 (früher Hausnummer 90) ist ein denkmalgeschütztes Gebäude in Castell im unterfränkischen Landkreis Kitzingen.

## Geschichte
Das Haus am Rande des Casteller Altortes wurde im Jahr 1826 erbaut. Wahrscheinlich ist Kaspar Fischer als Bauherr anzusprechen. Der Maurer und Steinmetz war bis ins Jahr 1861 Eigentümer des Grundstücks. Nach dem Tod des Kaspar Fischer kam das Haus an seinen Sohn Ludwig, der den Betrieb des Vaters weiterführte. Fischer verkaufte das Anwesen schließlich am 31. August 1871 an den fürstlichen Hofgärtner Xaver Bächle. Bächle verkaufte das Haus allerdings bereits nach einem Jahr an die Standesherrschaft weiter, die es noch 1872 gegen ein anderes Haus eintauschte.
Zwischen 1872 und 1879 lebte Martin Feldhäuser mit seiner Familie in dem Haus und betrieb hier auch seine Zimmerei. Es gelangte dann an den Bruder des Eigentümers, Johann Michael Feldhäuser. Ab 1890 ist der Bauer Martin Paulus in dem Haus nachgewiesen, das damals eine Scheune mit Schweinestall besaß. In der Folgezeit wurde das Haus vor allem von Tagelöhnern bewohnt, die sich aus der Familie Mehring rekrutierten. Die Familie ließ im Jahr 1971 einen Wohnhausneubau in den Baumgarten setzen. Das Haus wird vom Bayerischen Landesamt für Denkmalpflege als Baudenkmal eingeordnet.

## Beschreibung
Das Haus in der Birklinger Straße präsentiert sich als eingeschossiger Sandsteinquaderbau in der für Castell charakteristischen Bauweise. Es schließt mit einem Halbwalmdach mit Mansarde ab. Auf der der Straße zugewandten Seite lässt sich besonders deutlich der Charakter als Wohnstallhaus darstellen. Neben der Tür, die über eine kleine Stiege erreicht werden kann, findet sich ein Scheunentor. Während der rechte Teil des Hauses als Wohnhaus genutzt wurde, bestand der linke Teil aus einem Stallraum, in dem Viehhaltung besrieben wurde. 